# 미국 명예시민

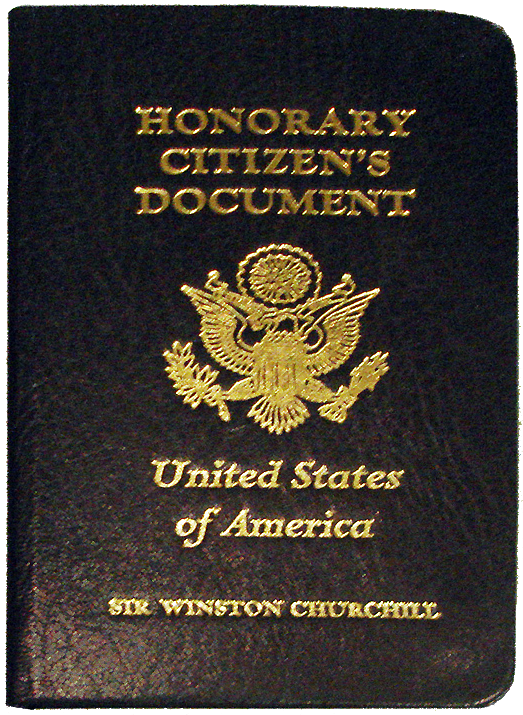
윈스턴 처칠의 미국 명예시민 신분증

미국 명예시민(Honorary Citizen of the United States)이란 미국국적이 없는 외국인중 특별한 업적이 있는 사람에게 미국 대통령이 선정하여 부여하는 명예시민권을 받은 자를 말한다. 명예시민선정은 미국법률로 규정된 절차에 따라 의회의 승인과 대통령의 동의가 필요하다. 2010년까지 모두 7명이 명예시민의 자격을 부여받았으며, 그중 생전에 명예시민이 된 사람은 2명뿐이다.
| 수여 년도 | 국적         | 이름                                        | 비고     |
| --------- | ------------ | ------------------------------------------- | -------- |
| 1963년    | 영국         | 윈스턴 처칠                                 |          |
| 1981년    | 스웨덴       | 라울 발렌베리(Raoul Wallenberg)             | 생사불명 |
| 1984년    | 독립이전미국 | 윌리엄 펜(William Callowhill Penn)          | 사후수상 |
| 1984년    | 독립이전미국 | 한나 펜(en:Hannah Callowhill Penn)          | 사후수상 |
| 1996년    | 알바니아     | 테레사 수녀                                 | 사후수상 |
| 2002년    | 프랑스       | 라 파에뜨 후작(Marquis de la Fayette)       | 사후수상 |
| 2009년    | 폴란드       | 카지미에시 푸와스키(Kazimierz Pułaski)      | 사후수상 |
| 2014년    | 스페인       | 베르나르도 데 갈베스(es:Bernardo de Gálvez) | 사후수상 |

## 같이 보기
- 시민권